# Luo Mu

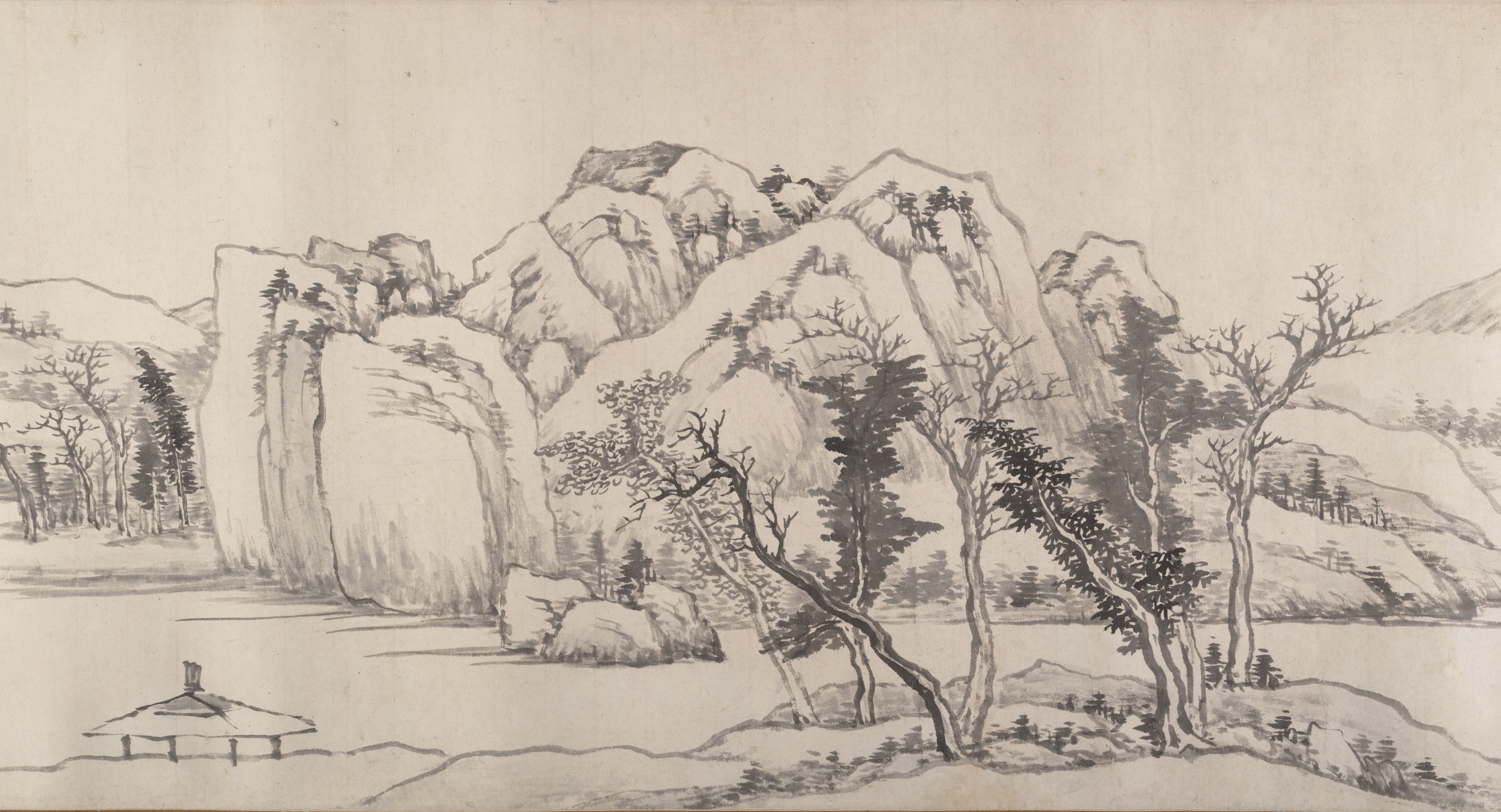

Luo Mu ou Io Mou ou Io Mu, surnom: Fanniu, nom de pinceau: Yunan est un peintre de paysages et calligraphe chinois des XVIIe – XVIIIe siècles, originaire de Ningdu (province du Jiangxi) né en 1622, mort en 1706.

## Biographie
Luo Mu vit et travaille à Nanchang (capitale de la province du Jiangxi). Poète et calligraphe, dans le domaine pictural, il est élève de Wei Shichuang et peint dans le style de Dong Yuan et de Huang Gongwang. Il est à l'origine de l'École de Jiangxi.

## Musées
- New York  (Metropolitan Museum of Art):
  - Paysage d'automne, rouleau en longueur signé et daté 1661.
- Stockholm  (Nat. Mus.):
  - Hautes falaises surplombant une rivière.
- Taipei (Nat. Palace Mus.):
  - Forêt désolée et montagnes, signé par deux cachets datés 1704, encre sur papier, poème.